# Стратилат Михайло Іванович
Михайло Іванович Стратилат, або Стратілат (народився 1909 у с. Макіївці Носівського району — помер 1943) — діяч КПРС, організатор партизанського руху на Чернігівщині.

## Життєпис
Семирічну школу закінчив у Макіївці, потім навчався у середній школі с. Мрин, Мринському педтехнікумі, закінчив Ніжинський педінститут. Працював учителем, директором школи у Макіївці, вчителем історії та директором Носівської середньої школи № 1 та вчителем у м. Чернігові.
У 1936 році був переведений на партійну роботу. З 1938 року — перший секретар Носівського райкому партії, в роки Німецько-радянської війни — підпільного.
Під час радянсько-німецької війни був організатором і першим командиром партизанського загону, а пізніше — комісаром з'єднання «За Батьківщину!», яке діяло на Чернігівщині. У той час комуністичні діячі розбіглися, але Стратилату вдалося організувати мережу опору, як описано в книзі Григорія Власенка «Під небом грозовим і чистим».
Стратилат зник у вересні 1943 року під час відрядження його командиром з'єднання Бовкуном до Москви. За однією з версій його було вбито за наказом Бовкуна через особистий конфлікт, сам Бовкун це заперечував